# Trillium cernuum
Trillium cernuum är en nysrotsväxtart som beskrevs av Carl von Linné. Trillium cernuum ingår i släktet treblad, och familjen nysrotsväxter. Inga underarter finns listade.

## Bildgalleri

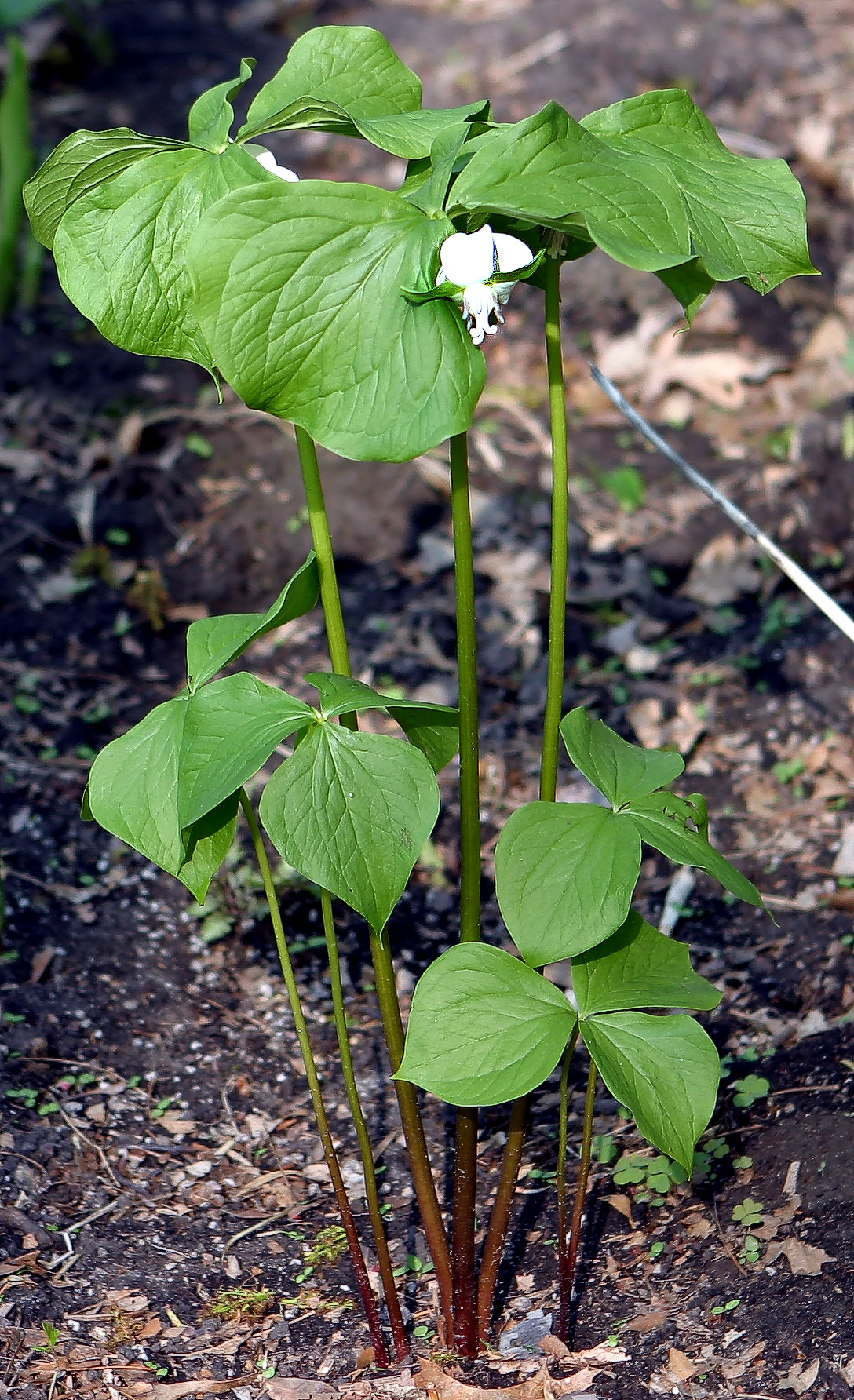
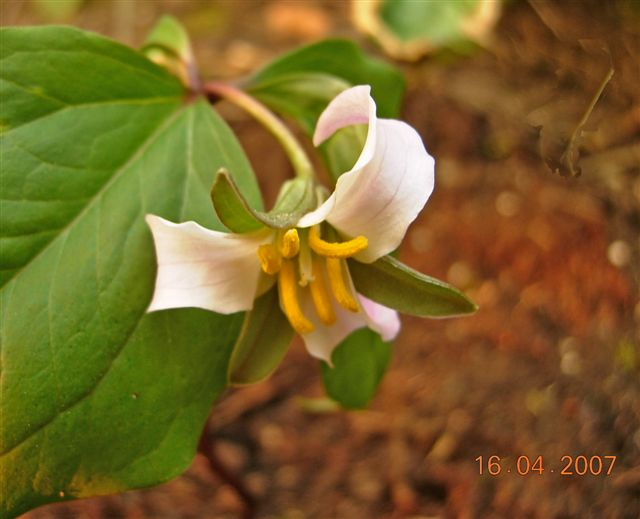
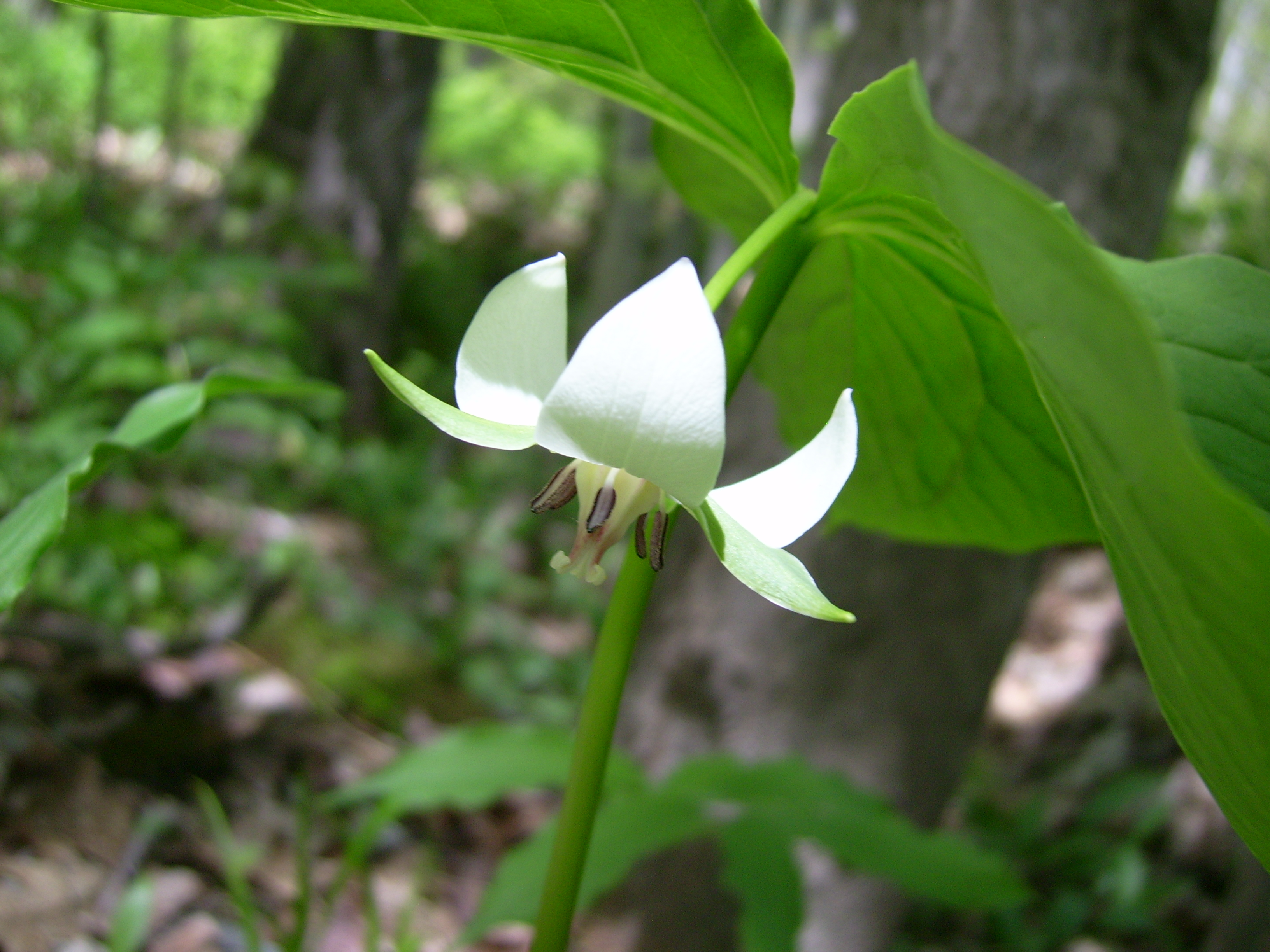
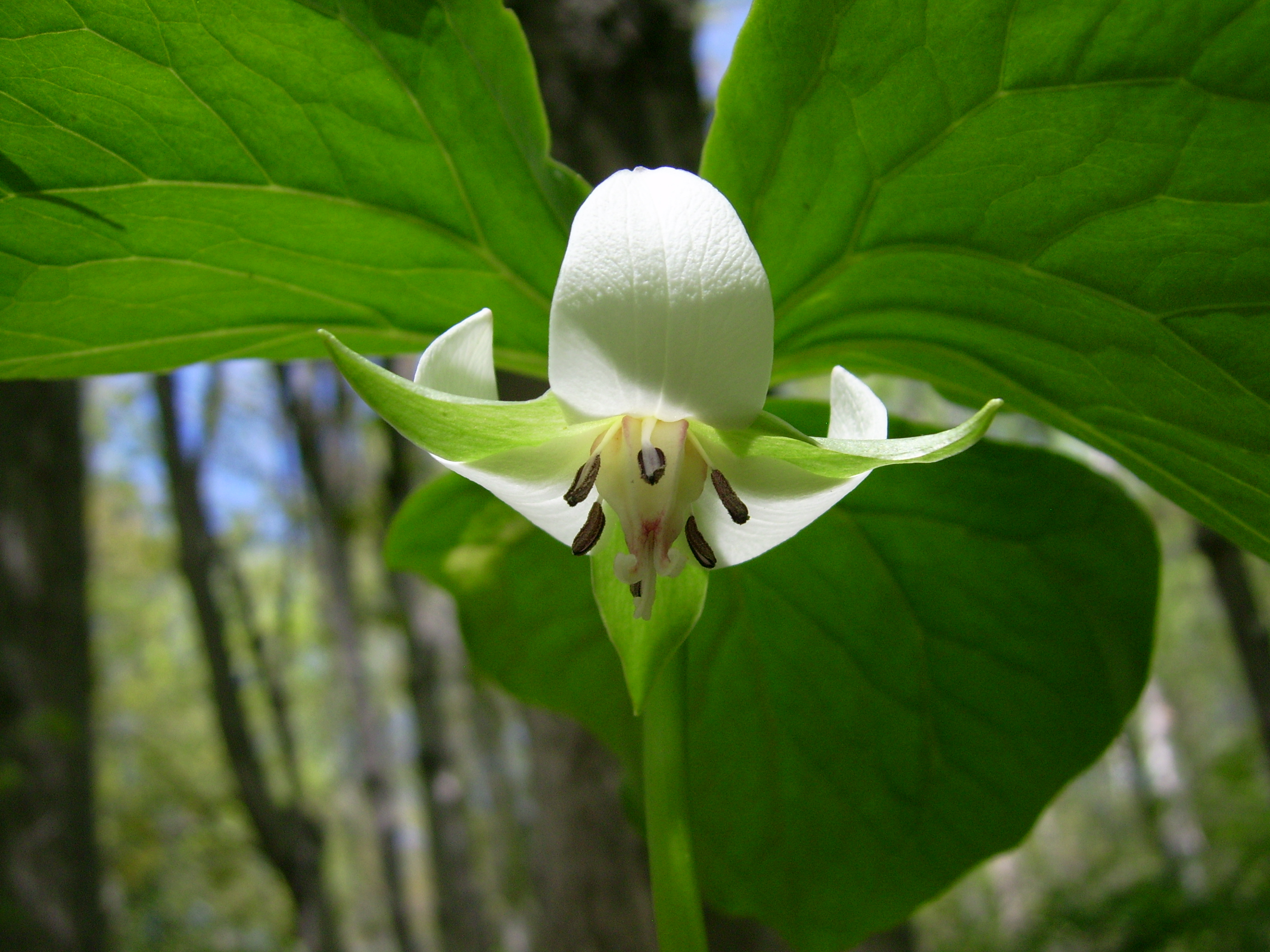
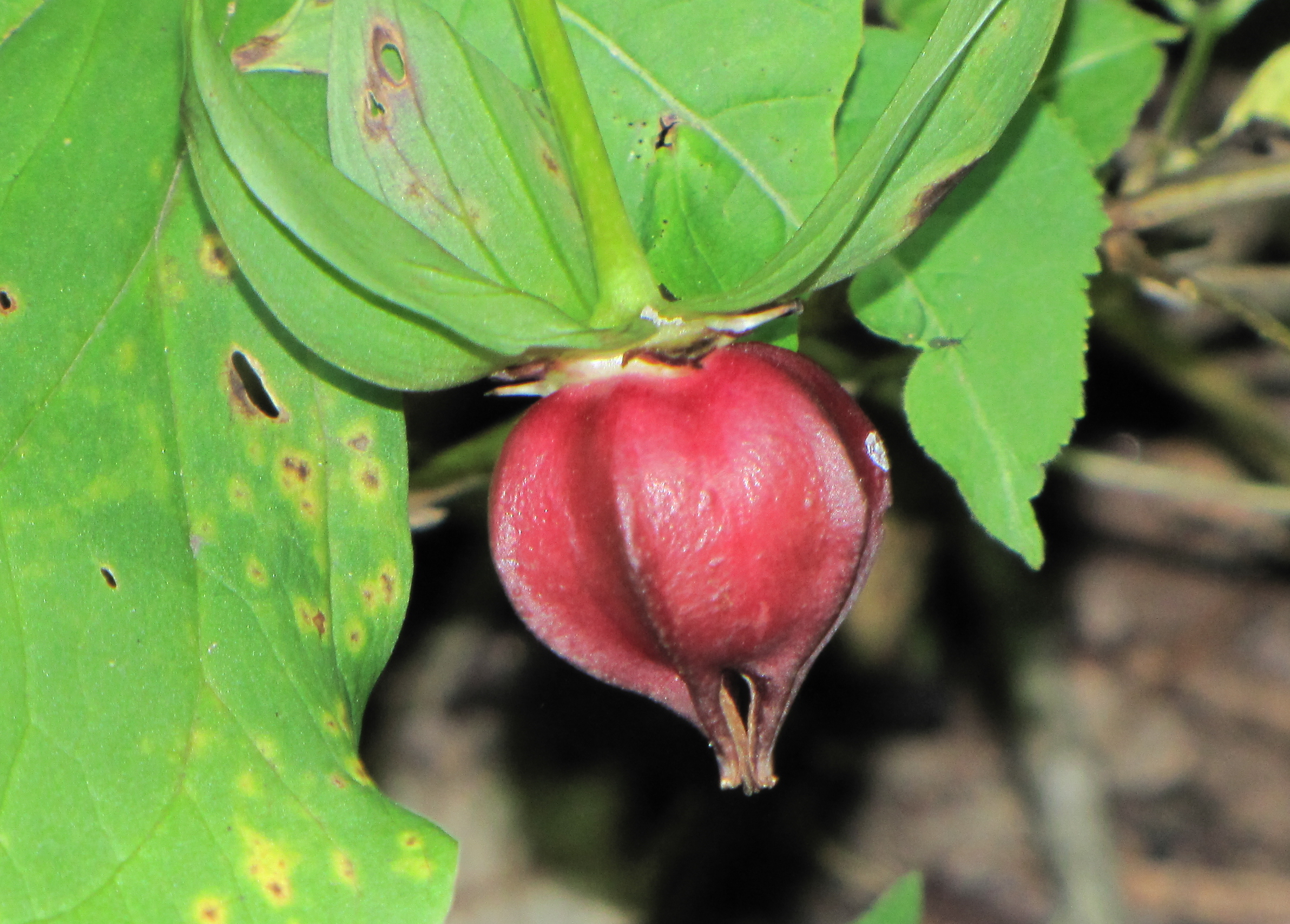